# Salamis, Ciper
Salamis (starogrško: Σαλαμίς, grško Σαλαμίνα, turško Salamis) je starogrška mestna-država na vzhodni obali Cipra, ob izlivu reke Pedieos, 6 km severno od sodobne Famaguste. Po izročilu je bil ustanovitelj Salamisa Tevker, sin Telamona, ki se po trojanski vojni ni mogel vrniti domov, ker se ni maščeval bratu Ajantu.

## Zgodovina

### Zgodnja zgodovina
Najzgodnejše arheološke najdbe segajo v 11. stoletje pred našim štetjem (pozna bronasta doba III). Zaradi bakrenih rud na Cipru je bil otok bistveno vozlišče v najzgodnejših trgovskih omrežjih, Ciper pa je bil vir orientalskih kulturnih lastnosti celinske Grčije ob koncu grške temne dobe, o čemer je leta 1992 domneval Walter Burkert. Otroški pokopi v kanaanskih vazah kažejo na feničanskno prisotnost. Iz tega obdobja so izkopali pristanišče in pokopališče. Mesto je v asirskih napisih omenjeno kot eno od kraljevin Iadnane (Ciper). Leta 877 pred našim štetjem je asirska vojska prvič prišla do obale Sredozemlja. Leta 708 pred našim štetjem so se ciprski mestni kralji poklonili Sargonu II. Asirskemu (Burkert). Prvi kovanci so bili kovani v 6. stoletju pred našim štetjem po perzijskih prototipih.
Ciper je bil v tem času pod nadzorom Asircev, toda mestne države na otoku so uživale relativno neodvisnost, dokler so plačevale svoj davek asirskemu kralju. To je kraljem različnih mest omogočilo kopičenje bogastva in moči. Nekateri pogrebni običaji, ki so jih opazili v 'kraljevih grobnicah' Salamisa, se neposredno nanašajo na homerske obrede, kot so žrtvovanje konj v čast mrtvim in dajanje posod z oljčnim oljem. Nekateri raziskovalci so ta pojav razlagali kot vpliv homerskih epov na Cipru. Večina grobnih pridatkov prihaja iz Levanta ali Egipta.
Glede na temeljni mit naj bi bil ustanovitelj Salamisa Tevker, sin Telamona, ki se po trojanski vojni ni mogel vrniti domov, ker se ni maščeval svojemu bratu Ajantu. Obstaja pa nekaj dokazov, da je bilo območje zasedeno že pred domnevnim prihodom Mikencev (pri Enkomiju) in je bilo mesto Salamis razvito kot nadomestek, ko je bil Engkomi izoliran od morja. Nekaj neposrednih dokazov, ki bi podpirali temeljni mit, je sicer malo.

### Starogrško obdobje
V 11. stoletju pred našim štetjem je bilo mesto omejeno na precej majhno območje okrog pristanišča, vendar se je kmalu razširilo proti zahodu in zavzelo območje, ki je danes pokrito z gozdom. Pokopališče Salamis pokriva veliko območje od zahodnih meja gozda do samostana sv. Barnabe na zahodu, do obrobja vasi Ayios Serghios na severu in obrobja vasi Enkomi na jugu. Vsebuje grobnice od 9. stoletja pred našim štetjem do zgodnjekrščanskega obdobja. Zgodnejše grobnice so znotraj gozdnega območja, blizu meje zgodnjega mesta.
Čeprav je Salamis v 8. in 7. stoletju pred našim štetjem ohranjal neposredne povezave z Bližnjim vzhodom, so bile povezave tudi z Egejskim morjem. V enem kraljevskem grobu je bilo veliko grške geometrične keramike, kar je razloženo kot dota grške princese, ki se je poročila v kraljevo družino Salamisa. Grško keramiko so našli tudi v grobnicah navadnih državljanov. V tem času so se Grki začeli širiti proti vzhodu z ustanovitvijo kolonij v Mali Aziji in Siriji; Salamis je služil kot vmesna postaja; domneva se celo, da so Ciprčani pomagali Grkom pri njihovem podvigu.

### Odpor do perzijske vladavine
Leta 450 pred našim štetjem je bil Salamis istočasno prizorišče kopenskih in morskih bojev med Atenami in Perzijci. (Tega ne gre zamenjati s bitko pri Salamini leta 480 pred našim štetjem med Grki in Perzijci v Atiki.)
Zgodovina Salamisa v zgodnjem arhaičnem in klasičnem obdobju se odraža v pripovedovanjih grškega zgodovinarja Herodota in mnogo kasnejših govorih grškega govorca Izokrata. Salamis je nato oblegal in osvojil Artakserks III.. Pod kraljem Evagorasom (411–374 pr. n. št.) sta v mestu cveteli grška kultura in umetnost in zanimivo bi bilo nekoč, ko bi lopata arheologa odkrila javne stavbe tega obdobja. Spomenik, ki ponazarja konec klasičnega obdobja v Salamisu, je tumul, ki je zajemal kenotaf Nikokreona, enega zadnjih salaminskih kraljev, ki je umrl leta 311 pr. n. št. Na monumentalni ploščadi je bilo najdenih več glinenih glav, med katerimi so nekateri portreti, morda članov kraljeve družine, ki so bili počaščeni po njihovi smrti na grmadi.
Marguerite Yon (arheologinja) trdi, da »literarna besedila in napisi kažejo, da je bil Kition [v današnji Larnaki] ena glavnih lokalnih velesil skupaj s sosedo Salamis.«

### Aleksander Veliki in Rimsko cesarstvo
Ko je Aleksander Veliki osvojil perzijsko Ahemenidsko cesarstvo, je otoku Ciper vladal Ptolemaj I. Soter iz Egipta. On je Nikokreona, ki je bil ptolemajski guverner otoka, je leta 311 pr. n. št. silil, da naredi samomor, ker mu ni več zaupal. Na njegovo mesto je prišel kralj Menelaj, ki je bil brat Ptolemaja I.. Nicocreon naj bi bil pokopan v enem od velikih tumulov blizu Enkomija. Salamis je ostal sedež guvernerja.
Leta 306 pred našim štetjem je bila v Salamisu pomorska bitka med flotama Demetrija I. Makedonskega in Ptolemaja I. Sotra. Demetrij je zmagal v bitki in zavzel otok.
V rimskih časih je bila Salamis del rimske province Kilikije. Sedež guvernerja je bil preseljen v Pafos. Mesto je močno trpelo med judovskim uporom leta 116–117. Čeprav je Salamis od helenističnega obdobja naprej, ko ga je nadomestil Pafos, prenehal biti prestolnica Cipra, se njegovo bogastvo in pomen nista manjšala. Mestu sta bila še posebej naklonjena rimska cesarja Trajan in Hadrijan, ki sta obnovila in postavila javne zgradbe.

### Rimsko in bizantinsko obdobje
'Kulturno središče' Salamisa je bilo v rimskem obdobju na najsevernejšem delu mesta, kjer so razkrili gimnazijo, gledališče, amfiteater, stadion in javna kopališča. Obstajajo kopališča, javni toaletni prostori (za 44 uporabnikov), različni koščki mozaikov, pristaniški zid, helenistična in rimska agora ter Zevsov tempelj, ki je imel pravico podeliti azil. Bizantinski ostanki vključujejo baziliko škofa Epifana (367–403 n. št.). Služila je kot metropolitanska cerkev Salamisa. Sveti Epifanij Salaminski je pokopan v južni apsidi. V cerkvi je krstilnica, ki jo ogreva hipokavst. Cerkev je bila uničena v 7. stoletju in jo je nadomestila manjša stavba na jugu.
Obstajajo zelo obsežne ruševine. Gledališče in telovadnica sta bili obsežno obnovljeni. Na osrednjem dvorišču gimnazije so razstavljeni številni kipi, ki so večinoma brez glave. Medtem ko je tu prvotno stal Avgustov kip, je nekaj stebrov in kipov prvotno krasilo gledališče, sem pa so jih prinesli šele po potresu v 4. stoletju. Gledališče je avgustovskega datuma. V njem je lahko do 15.000 gledalcev, vendar je bilo uničeno v 4. stoletju.
Mesto je z vodo oskrboval vodovod iz Kythrea, uničen v 7. stoletju. Vodo so zbirali v velikem zbiralniku blizu agore. Nekropola Salamisa pokriva okoli 7 km² zahodno od mesta. V njej je muzej, ki prikazuje nekatere najdbe. Pokopi segajo od geometričnega do helenističnega obdobja. Najbolj znani pokopi so tako imenovane kraljeve grobnice, ki vsebujejo vozove in izjemno bogate grobne pridatke, vključno z uvozom iz Egipta in Sirije. Grobnica, ki jo je leta 1965 izkopala francoska misija Univerze v Lyonu, je razkrila izjemno bogastvo pridatkov, ki potrjujejo tudi trgovinske odnose z Bližnjim vzhodom.

### Krščanstvo
Na tako imenovanem »prvem misijonarskem potovanju« sta apostol Pavel in na Cipru rojen Barnaba postavila Salamis za svoj prvi cilj, kjer sta pristala po odhodu iz Antiohije iz Sirije. Tam sta oznanila Kristusa v judovskih sinagogah, preden sta nadaljevala po preostalem otoku (Apd 13,1-5). Izročilo pravi, da je Barnaba pridigal v Aleksandriji in Rimu ter bil okoli leta 61 n. št. kamenjan do smrti v Salamisu. Velja za ustanovitelja ciprske cerkve. Domneva se, da se njegove kosti nahajajo v bližnjem samostanu, poimenovanem po njem.
Več potresov je v začetku 4. stoletja povzročilo uničenje Salamisa. Mesto je pod imenom Constantia obnovil Konstancij II. (337–361) in postalo je škofovski sedež, katerega najslavnejši prebivalec je bil sveti Epifanij. Cesar Konstancij II. ni pomagal samo pri obnovi mesta, temveč je pomagal tudi tako, da je za kratek čas prebivalce oprostil plačevanja davkov, zato je bilo novo mesto, obnovljeno v manjšem obsegu, imenovano Constantia. Zamuljenje pristanišča je pripeljalo do postopnega propadanja mesta. Salamis je bil dokončno zapuščen med arabskimi vdori v 7. stoletju po uničenju Muavije I. (vladal 661-680). Prebivalci so se preselili v Arsinoë (sodobna Famagusta).

## Izkopavanja
Arheološka izkopavanja na tem mestu so se začela konec 19. stoletja pod okriljem ciprskega sklada za raziskovanje. Mnogo teh najdb je danes v Britanskem muzeju v Londonu.
Izkopavanja v Salamisu so se začela znova leta 1952 in so potekala do leta 1974. Pred turško invazijo je bilo tam veliko arheoloških dejavnosti; ena francoska misija je izkopavala v Enkomiju, druga v Salamisu, oddelek za starine pa je bil skoraj vse leto zaposlen s popravili in restavracijami spomenikov in se ukvarjal z izkopavanji v Salamisu. Po turški invaziji je mednarodni embargo preprečil nadaljevanje izkopavanj. Nahajališče in muzeje vzdržuje služba za starine. V samostanu sv. Barnabe se hranijo pomembne arheološke zbirke. V okrožnem arheološkem muzeju so marmornati kipi iz gimnazije in gledališča Salamisa, mikenska keramika in nakit iz Enkomija ter drugi predmeti, ki predstavljajo bogato arheološko dediščino celotnega okrožja. Številni kipi in skulpture iz antike so iznakaženi, brezglavi ali pohabljeni, kar so verjetno storili krščanski fanatiki v pozni antiki med preganjanjem poganov v poznem rimskem cesarstvu.
Javne zgradbe, odkrite na mestu Salamis, segajo v poklasično obdobje. Tempelj Zevsa Salaminosa, katerega kult je po tradiciji ustanovil Tevker sam, bi moral obstajati že od ustanovitve mesta; ohranjeni ostanki segajo v pozno helenistično obdobje. Zgodnji odkritelji so v planoti Zevsovega templja odkrili ogromno marmornato kapitelov, izklesanih na obeh straneh, kjer je med sprednjimi deli krilatih bikov stala kariatidna figura. Zdaj v zbirki Britanskega muzeja funkcija kapitelov ostaja nejasna, čeprav kaže na vpliv ahemenidske umetnosti in je zato datirana med 300 in 250 pr. n. št.